# Wladimir Naumowitsch Wapnik
Wladimir Naumowitsch Wapnik (in englischer Transkription Vladimir Naumovich Vapnik, russisch Владимир Наумович Вапник, * 6. Dezember 1936) ist ein sowjetisch-amerikanischer Mathematiker und Hauptentwickler der Support Vector Machine (mit Alexei Jakowlewitsch Tscherwonenkis) sowie einer zugehörigen statistischen Lerntheorie (auch Vapnis-Chervonenkis-Theorie genannt).

## Leben
Geboren in der Sowjetunion schloss er 1958 sein Studium der Mathematik an der staatlichen usbekischen Universität in Samarkand in der damaligen Usbekischen Sozialistischen Sowjetrepublik ab. 1964 erhielt er einen Doktorgrad am Institut für Regelungstechnik in Moskau bei Alexander Jakowlewitsch Lerner, für das er im Zeitraum von 1961 bis 1990 tätig war, zuletzt unter anderem als Leiter des Institutes. Dort arbeitete er eng mit Tscherwonenkis zusammen, der später ebenfalls auch am Royal Holloway war.
Im Jahr 1990 wanderte er in die USA aus und begann bei den AT&T-Bell-Laboratorien in Holmdel, New Jersey, im Bereich der adaptiven Systeme zu forschen. Während seiner Beschäftigung bei AT&T entwickelte er mit seinen Kollegen das Prinzip der Support Vector Machine (SVM). Ab 2002 war er am NEC-Forschungslabor in Princeton, New Jersey und forscht dort derzeit im Bereich des maschinellen Lernens. Weiter ist er seit 1995 Professor an der Royal Holloway, University of London und seit 2003 außerplanmäßiger Professor an der Columbia University.
2006 wurde er Mitglied der National Academy of Engineering. 2008 erhielt er den Paris-Kanellakis-Preis, 2012 die Benjamin Franklin Medal. Für 2017 wurde ihm die John-von-Neumann-Medaille zugesprochen. Für 2019 wurde er mit dem BBVA Foundation Frontiers of Knowledge Award im Bereich Informatik ausgezeichnet.

## Schriften
- mit A. J. Tscherwonenkis: On the Uniform Convergence of Relative Frequencies of Events to Their Probabilities. In: Theory of Probability and its Applications. Band 16. 1974, ISSN 0040-585X, S. 264–280, doi:10.1137/1116025.
- mit A. J. Tscherwonenkis: Necessary and sufficient conditions for the uniform convergence of means to their expectations. In: Theory of Probability and its Applications. Band 26. 1981, ISSN 0040-585X, S. 532–553, doi:10.1137/1126059.
- mit Tscherwonenkis: Theorie der Zeichenerkennung (= Elektronisches Rechnen und Regeln. Sonderband 28). Akademie Verlag, Berlin 1979, DNB 800167201.
- The Nature of Statistical Learning Theory. 1995; 2. Auflage. Springer 2000, ISBN 0-387-98780-0, doi:10.1007/978-1-4757-3264-1.
- Statistical Learning Theory. Wiley, New York/Chichester 1998, ISBN 0-471-03003-1.
- Estimation of Dependences Based on Empirical Data. Springer 1982, 2006, ISBN 0-387-30865-2, doi:10.1007/0-387-34239-7.